# Dohrniphora atratula
Dohrniphora atratula är en tvåvingeart som beskrevs av Malloch 1925. Dohrniphora atratula ingår i släktet Dohrniphora och familjen puckelflugor. Inga underarter finns listade i Catalogue of Life.